# Чалок
Чалок (малайск. Sungai Chalok) — река в Малайзии на восточном побережье полуострова Малайзия, недалеко от города Куала-Тренгану в штате Тренгану. Длина реки составляет 6,9 км, на территории её бассейна (20,5 км²) проживает 3 тыс. человек (2002)
Крупнейшим притокам реки является Pak Pengas (длина — 2,6 км, площадь бассейна — 2 км²) и Бари. Среднегодовой расход воды составляет 1,51 м³/с (Мост Чалок), максимальный зарегистрированный — 127,7 м³/с, минимальный — 0,19 м³/с.
Среднегодовая норма осадков в районе реки составляет около 3560 мм в год.
На 2002 год 78 % бассейна реки занимали каучуковые плантации, 5,3 % — прочие сельскохозяйственные земли, 2 % — леса, 1 % — сады. 35,9 % осадков выпадает в сезон дождей (ноябрь — декабрь).
Согласно измерениям 1986 года, кислотность воды составляет 6,4-7,0; ХПК — 5,4-19 мг/л; БПК — 0,2-1,3 мг/л.